# Drill (musik)
Inom musik är drill ett upprepat, hastigt och jämnt angivande av en föreskriven huvudnot omväxlande med närliggande ton, ofta närmast högre diatoniska not. Ordet har sitt etymologiska ursprung i italienskans trillo.